# Oeneis
Oeneis är ett släkte av fjärilar som beskrevs av Jacob Hübner 1819. Oeneis ingår i familjen praktfjärilar.

## Bildgalleri

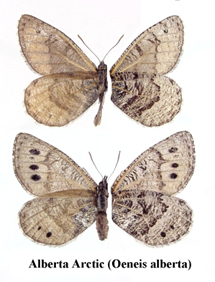
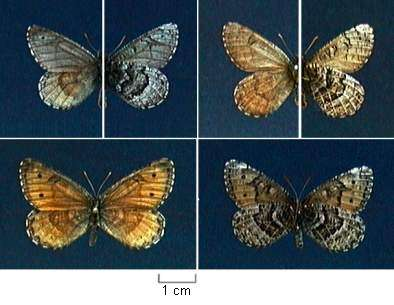
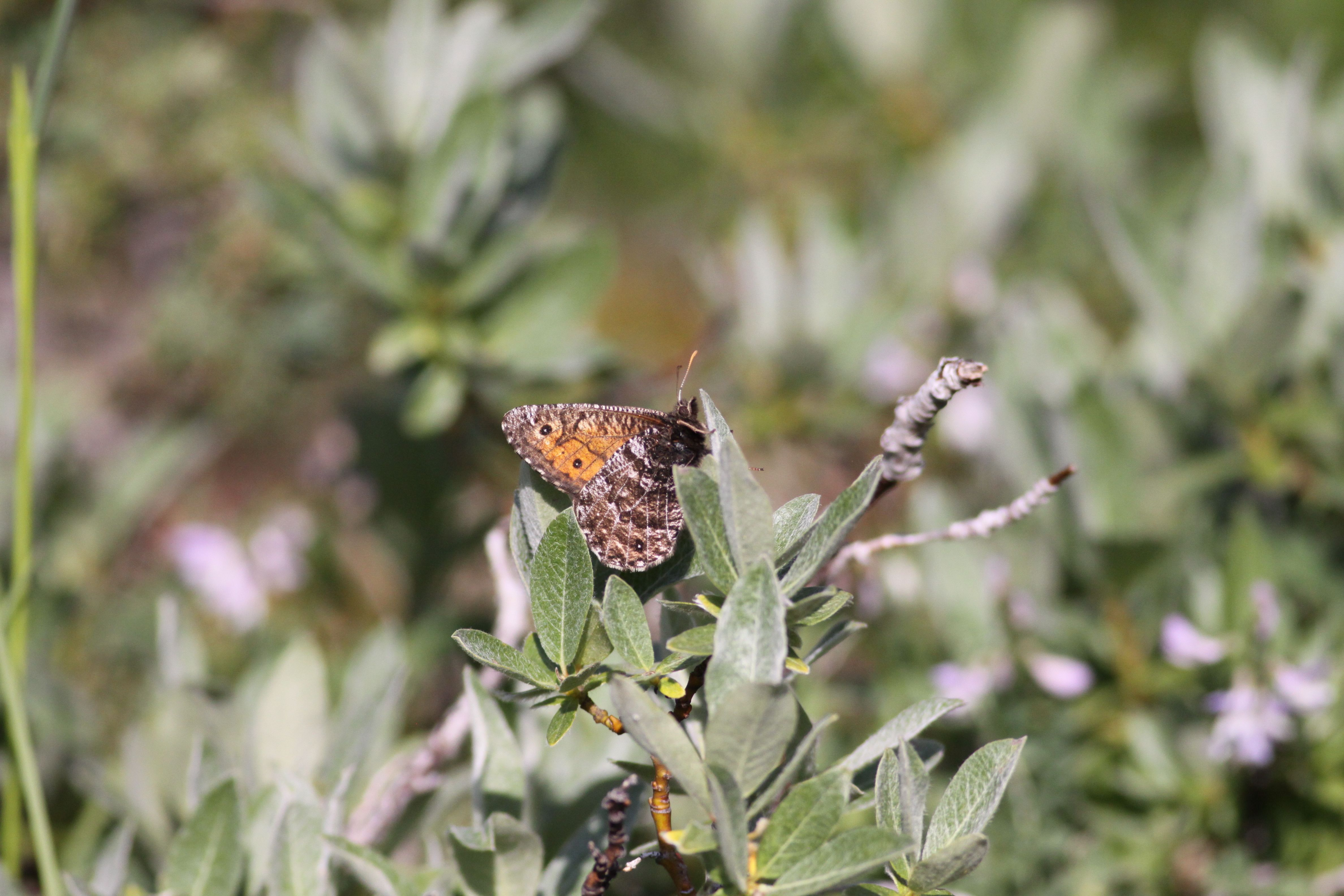
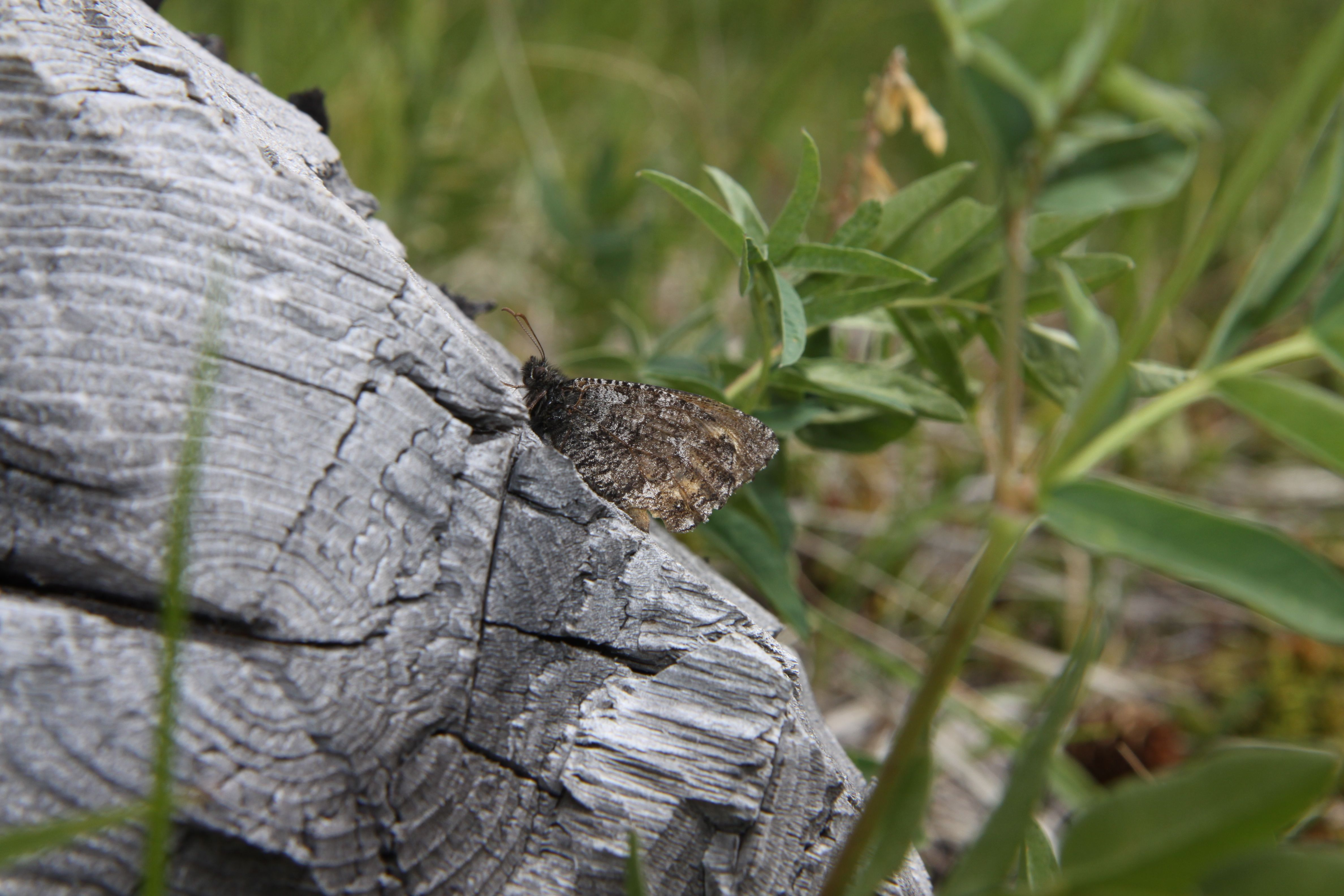
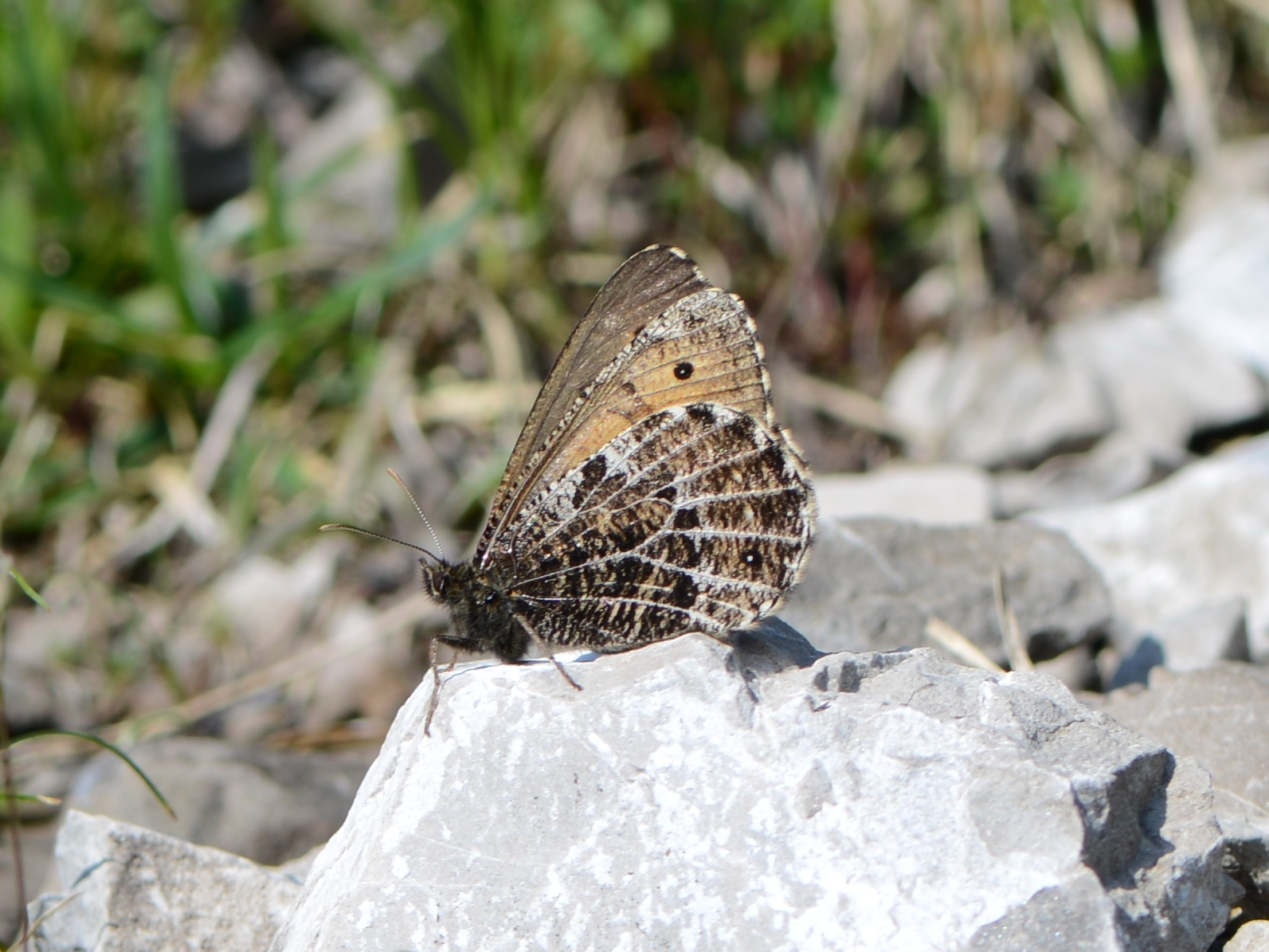
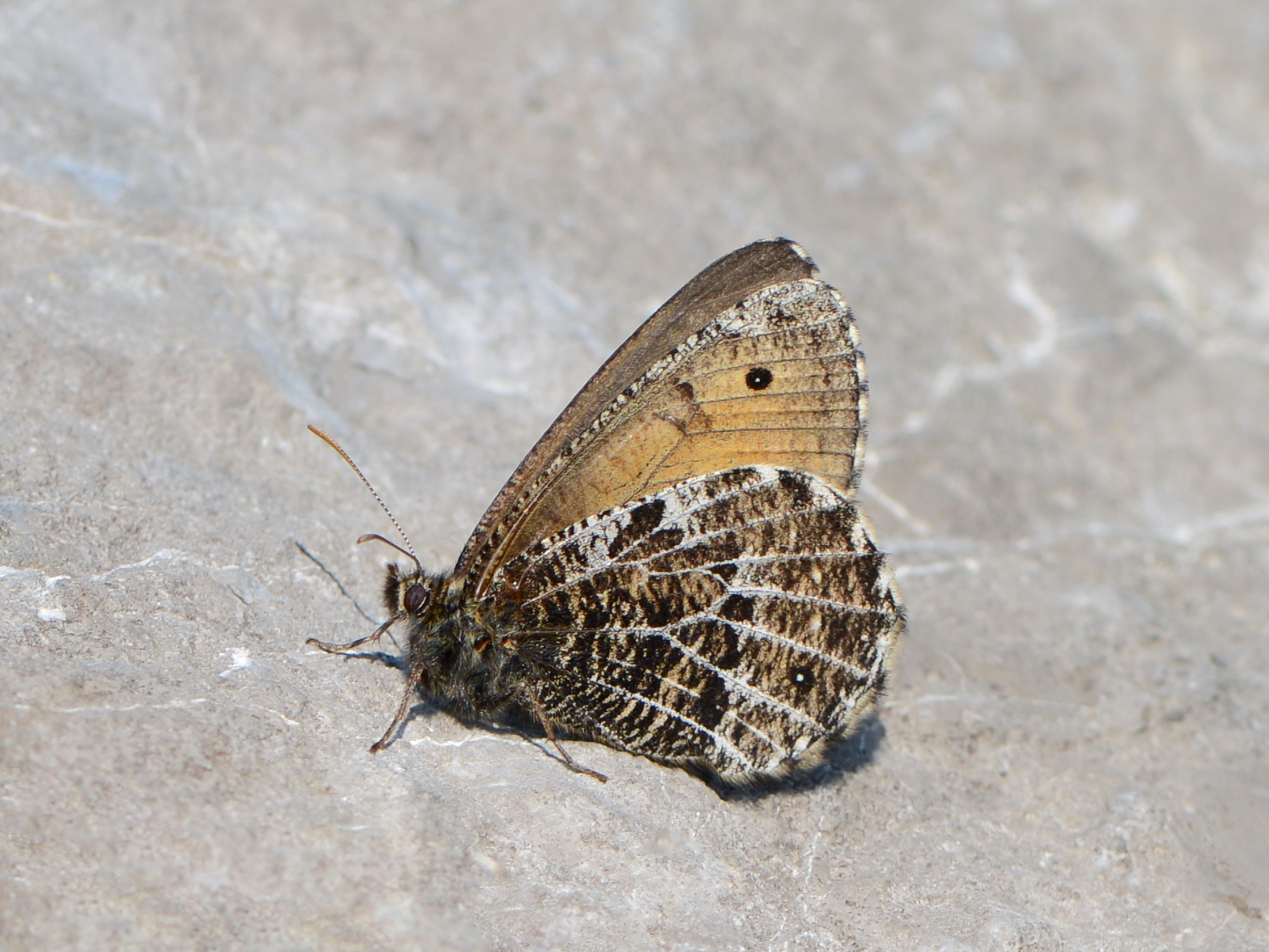

## Dottertaxa tillOeneis, i alfabetisk ordning[1][2]
- Oeneis aëllo
- Oeneis alaskensis
- Oeneis alberta
- Oeneis albidior
- Oeneis alda
- Oeneis also
- Oeneis altaica
- Oeneis ammon
- Oeneis anna
- Oeneis arasaguna
- Oeneis arctica
- Oeneis asamana
- Oeneis ascerta
- Oeneis assimilis
- Oeneis balderi
- Oeneis bang-haasi
- Oeneis beanii
- Oeneis bipupillata
- Oeneis bootes
- Oeneis bore
- Oeneis brahma
- Oeneis brucei
- Oeneis brunhilda
- Oeneis buddha
- Oeneis cairnesi
- Oeneis calais
- Oeneis californica
- Oeneis capulinensis
- Oeneis caryi
- Oeneis celaeno
- Oeneis celimene
- Oeneis chermocki
- Oeneis chione
- Oeneis chryxus
- Oeneis confucius
- Oeneis coreana
- Oeneis coriacea
- Oeneis crambis
- Oeneis cruciata
- Oeneis daisetsuzana
- Oeneis daura
- Oeneis defasciata
- Oeneis dejeani
- Oeneis dennisi
- Oeneis depuncta
- Oeneis dubia
- Oeneis dzhudzhuri
- Oeneis edwardsi
- Oeneis elsa
- Oeneis elwesi
- Oeneis eritiosa
- Oeneis exannulata
- Oeneis excessa
- Oeneis fordi
- Oeneis fortunatus
- Oeneis fulla
- Oeneis fumosa
- Oeneis garhwalica
- Oeneis gaspeensis
- Oeneis germana
- Oeneis gibsoni
- Oeneis gigantea
- Oeneis gigas
- Oeneis glacialis
- Oeneis hanburyi
- Oeneis hangaica
- Oeneis harperi
- Oeneis hilda
- Oeneis hilda-pallida
- Oeneis hora
- Oeneis hulda
- Oeneis iduna
- Oeneis immaculata
- Oeneis ivallda
- Oeneis jutta
- Oeneis karae
- Oeneis katahdin
- Oeneis laeta
- Oeneis lampana
- Oeneis lederi
- Oeneis leussleri
- Oeneis lucilla
- Oeneis luxuriosa
- Oeneis macounii
- Oeneis magna
- Oeneis mandschurica
- Oeneis masuiana
- Oeneis mckinleyensis
- Oeneis melissa
- Oeneis mongolica
- Oeneis monteviri
- Oeneis mulla
- Oeneis nahanni
- Oeneis nanna
- Oeneis nevadensis
- Oeneis norma
- Oeneis norna
- Oeneis obscura
- Oeneis obsoleta
- Oeneis ochracea
- Oeneis oeno
- Oeneis okamotonis
- Oeneis oslari
- Oeneis pallida
- Oeneis pansa
- Oeneis peartiae
- Oeneis polixenes
- Oeneis pseudosaryra
- Oeneis pseudosculda
- Oeneis pumila
- Oeneis quadrimaculata
- Oeneis reducta
- Oeneis reinthali
- Oeneis richthofeni
- Oeneis ridingiana
- Oeneis rudolphi
- Oeneis sachalinensis
- Oeneis saga
- Oeneis sculda
- Oeneis semidea
- Oeneis semplei
- Oeneis sexpunctata
- Oeneis shonis
- Oeneis simulans
- Oeneis solanicovi
- Oeneis stanislaus
- Oeneis staudingeri
- Oeneis stotzneri
- Oeneis strigulosa
- Oeneis subhyalina
- Oeneis tannuola
- Oeneis tarpeia
- Oeneis taygete
- Oeneis terrae-novae
- Oeneis tripupillata
- Oeneis trybomi
- Oeneis tschiliensis
- Oeneis tsingtaa
- Oeneis tundra
- Oeneis tundraica
- Oeneis tunga
- Oeneis uhleri
- Oeneis umbra
- Oeneis unicolor
- Oeneis unipupillata
- Oeneis urda
- Oeneis vacuna
- Oeneis valerata
- Oeneis walkyria
- Oeneis vanda
- Oeneis varuna
- Oeneis velleda
- Oeneis verdanda
- Oeneis yazawae
- Oeneis yukonensis